# Perla Airlines
Perla Airlines fue una aerolínea chárter venezolana fundada en 2006 con sede en Porlamar, en la Isla de Margarita. Comenzó a operar en 2010 y ofreció vuelos nacionales e internacionales hasta 2018. La aerolínea contaba con aviones McDonnell Douglas MD-83 y estuvo activa en un contexto de crisis económica y política en Venezuela, lo que llevó a su cierre en 2018. 

## Historia
Perla Airlines fue fundada en noviembre de 2006 en Venezuela. Sus operaciones las inicia cuatro años después de su creación, estableciendo su base en el aeropuerto Santiago Mariño de Isla Margarita, desde donde ofrecía vuelos nacionales e internacionales.
Entre las ciudades atendidas por esta compañía eran: Barcelona, Barquisimeto, Las Piedras, Maturín, Caracas, Maracaibo, Puerto Ordaz y Valencia en Venezuela, además de Curazao, Martinica, República Dominicana , Bonaire y Puerto España en la isla de Trinidad.

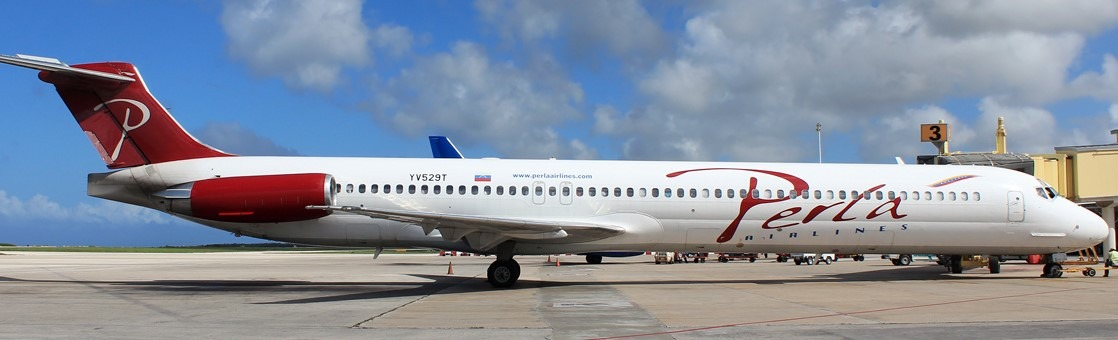
YV529T de Perla Airlines.

Su flota estaba compuesta por dos aviones McDonnell Douglas MD-83 con capacidad para 172 y 165 personas distribuidas en única clase.
En diciembre de 2010, Perla Airlines facilitó un avión para el equipo de béisbol Bravos de Margarita, permitiendo al equipo viajar cómodamente durante la temporada.

## Cese de Operaciones
Después de Seis años de operación ininterrumpida, en mayo de 2018 Perla Airlines , S.A.  Regresó al Instituto Nacional de Aviación Civil de Venezuela (INAC) su Certificado de Operador Aéreo (AOC, en inglés), formalizando así el cierre de sus puertas en el contexto de la fuerte crisis económica y política al que estaba sumergido el país sudamericano para el 2018.
A pesar de su suspensión definitiva ser anunciada solamente ahora, desde marzo de 2018 la aerolínea tuvo su licencia temporalmente revocada por las autoridades venezolanas por no poder cumplir con su itinerario debido a las condiciones financieras del país, imposibilitando la importación de piezas para el mantenimiento de su flota, el pago de arrendamiento de aeronaves entre otros factores.
La aerolínea cerró definitivamente sus operaciones Aéreas el 13 de junio de 2018.

## Flota
Antigua flota de Perla Airlines
| Aeronave                | Total | Órdenes | Asientos | Asientos | Asientos | Matriculas | Notas                   |
| Aeronave                | Total | Órdenes | C        | Y        | Total    | Matriculas | Notas                   |
| ----------------------- | ----- | ------- | -------- | -------- | -------- | ---------- | ----------------------- |
| McDonnell Douglas MD-83 | 2     | __      | 0        | 172      | 172      | YV529T     |                         |
| McDonnell Douglas MD-83 | 2     | __      | 0        | 165      | 165      | YV335T     | Comprada por Aeropostal |
| Total                   | 2     | __      |          |          |          |            |                         |

## Antiguos Destinos
| Países               | Destinos                  | Aeropuertos                                              |
| -------------------- | ------------------------- | -------------------------------------------------------- |
| Venezuela            | Barcelona                 | Aeropuerto Internacional General José Antonio Anzoátegui |
| Venezuela            | Barquisimeto              | Aeropuerto Internacional Jacinto Lara                    |
| Venezuela            | Maturín                   | Aeropuerto Internacional José Tadeo Monagas              |
| Venezuela            | Caracas, Distrito Capital | Aeropuerto Internacional de Maiquetía Simón Bolívar      |
| Venezuela            | Maracaibo                 | Aeropuerto Internacional de La Chinita                   |
| Venezuela            | Ciudad Guayana            | Aeropuerto Internacional Manuel Piar                     |
| Venezuela            | Las Piedras               | Aeropuerto Internacional Josefa Camejo                   |
| Venezuela            | Valencia                  | Aeropuerto Internacional Arturo Michelena                |
| Curazao              | Willemstad                | Aeropuerto Internacional Hato                            |
| Trinidad y Tobago    | Puerto España             | Aeropuerto Internacional de Piarco                       |
| Bonaire              | Kralendijk                | Aeropuerto Internacional Flamingo                        |
| República Dominicana | Santo Domingo             | Aeropuerto Internacional Las Américas                    |
| Martinica            | Fort-de-France            | Aeropuerto Internacional de Martinica Aimé Césaire       |